# Макдона, Филип
Филип Макдона (англ. Philip McDonagh; род. 1952, Дублин) — ирландский поэт и дипломат.
Родился в семье дипломата Боба Макдоны. Окончил Баллиол-колледж Оксфордского университета со специализацией по классической филологии, в годы учёбы занимал выборную должность президента так называемого Оксфордского союза — традиционного студенческого дискуссионного клуба, в ноябре 1972 года в этом качестве организовал выступление в клубе премьер-министра Ирландии Джека Линча.
Работал на различных дипломатических должностях, в том числе в 1994—1999 гг. в посольстве Ирландии в Великобритании. В 1999—2004 гг. занимал пост посла Ирландии в Индии, в 2004—2007 гг. — при Папском Престоле, в 2007—2009 гг. — в Финляндии, в 2009—2013 гг. посол Ирландии в Российской Федерации. В 2013—2017 гг. официальный представитель Ирландии в ОБСЕ.
Выйдя в отставку с дипломатической службы, посвятил себя исследовательской работе в Институте разрешения конфликтов в составе Ирландского национального университета в Мейнуте и одновременно в Центре теологических исследований Принстонского университета.
С 1989 г. публикуется как поэт, в 2003 г. опубликовал первую книгу стихов. Перевёл на английский язык драму Николая Гумилёва «Гондла», автор инсценировки романа Фёдора Достоевского «Преступление и наказание».